# 渡邉心結
渡邉 心結（わたなべ みゆ、2007年9月4日 - ）は、日本の女優。神奈川県出身。

## 経歴
2019年、第1回スター★オーディションで、グランプリを受賞しスターダストプロモーションに所属。
2020年10月20日、日本テレビ系シンドラ『バベル九朔』第1話がテレビドラマ初出演である。渡邉は、池田鉄洋演じる四条の娘役を演じた。
2021年7月2日、日本青年館ホールにて行われたミュージカル『オープニングナイト～桜咲高校ミュージカル部～』で舞台初出演。同年7月30日、『都会のトム&ソーヤ』で映画初出演。同年10月16日から12月18日まで放送の日本テレビ系土曜ドラマ『二月の勝者-絶対合格の教室-』では柳楽優弥演じる主人公が勤める塾に通う生徒役としてドラマで初めてのレギュラー出演を果たした。
2023年12月8日、映画『ブルーを笑えるその日まで』で角心菜とW主演を務め、映画初主演。

## 人物
- 身長は、160cm。

- 趣味：キャンプ。

- 特技：野球[7]、短距離走。

## 出演

### 映画
- 都会のトム&ソーヤ（2021年7月30日公開、監督：河合勇人） - 真田志穂 役[8][9][10]
- ブルーを笑えるその日まで（2023年12月8日公開、監督：武田かりん） - 主演・安藤絢子 役（角心菜とW主演）[6][11][12][13]

### テレビドラマ
- バベル九朔 第2話・第3話（2020年10月27日・11月3日、日本テレビ） - 四条紗耶香 役[3]
- イチケイのカラス 第3話（2021年4月19日、フジテレビ） - 野上碧 役[14]
- 二月の勝者-絶対合格の教室-（2021年10月16日 - 12月18日、日本テレビ） - 今川理衣沙 役[5]
- オクトー ～感情捜査官 心野朱梨～（2022年7月7日 - 9月8日、読売テレビ・日本テレビ） - 心野朱梨（中学時代）役
- 春になったら 第9話（2024年3月11日、関西テレビ・フジテレビ） - 女子高生 役[15]
- こんばんは、朝山家です。（2025年7月6日 - 、朝日放送テレビ・テレビ朝日） - 朝山蝶子 役[16]

### インターネットテレビ・ネット配信
- スマホラー「呼び出す」（2021年5月12日配信開始、smash.）[17]
- 都会のトム＆ソーヤ ぼくらの砦（2021年7月16日 - 9月3日、全8話、AbemaTV） - 真田志穂 役[18]
- 二月の勝者〜胸騒ぎの自習室〜（2021年11月20日配信、Hulu） - 今川理衣沙 役[19]

### 舞台
- ミュージカル オープニングナイト～桜咲高校ミュージカル部～（2021年7月2日 - 11日、日本青年館ホール）[4][20][21]

### CM
- 2020年 アマゾンジャパン「Amazon Shinseikatsu2020」
- 2020年 ベネッセコーポレーション 中学講座。「ライブ授業」篇。「ブレンディッド学習」篇。